# Chondriovelum adeliense
Chondriovelum adeliense är en mossdjursart som först beskrevs av Livingstone 1928.  Chondriovelum adeliense ingår i släktet Chondriovelum och familjen Onychocellidae. Inga underarter finns listade i Catalogue of Life.